# Ярославський Олексій Владиленович
Олексі́й Владиле́нович Яросла́вський (нар. 23 березня 1965, місто Красний Луч, Луганська область) — український політик та підприємець. Колишній Народний депутат України IV скликання. Брат Олександра Ярославського.

## Освіта
У 1986 році закінчив Харківське вище військове училище тилу МВС СРСР за спеціальністю офіцер з вищою військово-спеціальною освітою, інженер-економіст.

## Кар'єра
- 1986-1993 — начальник продовольчо-речової служби, в/ч 9997, в/ч 9799, місто Одеса.
- 1993-2001 — начальник фінвідділу АТЗТ «Гея», місто Харків.
- 2001-2002 — заступник генерального директора ТОВ НВФ «Техпроект», місто Харків.

## Парламентська діяльність
Народний депутат України 4-го скликання з 14 травня 2002 до 25 травня 2006 від блоку Віктора Ющенка «Наша Україна», № 23 в списку. На час виборів: заступник генерального директора ТОВ НВФ «Техпроект» (Харків), безпартійний. Член фракції «Наша Україна» (травень 2002), член фракції «Єдина Україна» (травень — червень 2002), член групи «Демократичні ініціативи» (червень 2002 — травень 2004), член групи «Демократичні ініціативи Народовладдя» (травень — вересень 2004), член групи «Демократичні ініціативи» (вересень 2004 — липень 2005), член фракції Народної Партії (з липня 2005). Член Комітету з питань законодавчого забезпечення правоохоронної діяльності (з червня 2002).